# Cheek to Cheek Tour
Cheek to Cheek Tour – trasa koncertowa amerykańskiego wokalisty jazzowego Tony'ego Bennetta oraz amerykańskiej piosenkarki Lady Gagi promująca ich wspólny album Cheek to Cheek, który został wydany 19 września 2014 roku. Trasa miała zaplanowanych 27 koncertów w Stanach Zjednoczonych i Europie. Wiele z nich było częścią muzycznych festivali, takich jak: Ravinia Festival, the Copenhagen Jazz Festival, the North Sea Jazz Festival i the Gent Jazz Festival.

## Sprzedaż biletów
Bilety na końcoworoczny koncert duetu, który miał miejsce 31 grudnia sprzedały się w całości; kosztowały średnio 647,58 dolarów, a najtańszy bilet - 239.

## Krytyka
Marc Graser z tygodnika Variety nazwał Lady Gagę i Tony'ego Bennetta "idealnymi partnerami tanecznymi". Las Vegas Weekly wydał pozytywną opinie o koncercie mówiąc, że "był bez skazy", pochwalono wokale i zachowanie gwiazd.  Ashley Lee z The Hollywood Reporter zdefiniował koncert jako: "potężny wysiłek dla Bennetta i powściągliwość Gagi dla dekadenckich standardów".
Stuart Derdyn z The Seattle Times napisał:"że występy solowe Bennetta i Gagi były godne pochwały", dodał "również że publiczność była pozytywnie zaskoczona". W San Jose Mercury News napisano: "że Gaga chciała uczynić koncert bardziej szokującym i się jej to udało, ale wokalnie dorównywała Bennettowi. Dziennikarz The Daily Telegraph Neil McCormick przyznał koncertowi 4 na 5 gwiazek, pochwalił wokale wokalistów przy piosence Nature Boy.

## Lista utworów
1. "Anything Goes"
2. "Cheek to Cheek"
3. "They All Laughed"
4. "The Good Life"
5. "The Lady's in Love with You"
6. "Nature Boy"
7. "How Do You Keep the Music Playing?"
8. "Sing, You Sinners"
9. "Bang Bang (My Baby Shot Me Down)"
10. "Bewitched, Bothered and Bewildered"
11. "Firefly"
12. "Smile"
13. "When You're Smiling"
14. "Steppin' Out with My Baby"
15. "I Won't Dance"
16. "For Once in My Life"
17. "The Best Is Yet to Come"
18. "I Can't Give You Anything But Love"
19. "Lush Life"
20. "Sophisticated Lady"
21. "Watch What Happens"
22. "Let's Face the Music and Dance"
23. "Ev'ry Time We Say Goodbye"
24. "I Left My Heart in San Francisco"
25. "Who Cares?"
26. "But Beautiful"
27. "The Lady Is a Tramp"
28. "It Don't Mean a Thing (If It Ain't Got That Swing)"

## Koncerty
| Data             | Miasto           | Kraj              | Miejsce                              | Sprzedane bilety | Zyski            |                  |
| Ameryka Północna | Ameryka Północna | Ameryka Północna  | Ameryka Północna                     | Ameryka Północna | Ameryka Północna | Ameryka Północna |
| ---------------- | ---------------- | ----------------- | ------------------------------------ | ---------------- | ---------------- | ---------------- |
| 30 grudnia 2014  | Las Vegas        | Stany Zjednoczone | The Cosmopolitan                     | 4,200 / 4,200    | $813,675         |                  |
| 31 grudnia 2014  | Las Vegas        | Stany Zjednoczone | The Cosmopolitan                     | 4,200 / 4,200    | $813,675         |                  |
| 8 lutego 2015    | Los Angeles      | Stany Zjednoczone | The Wiltern Theatre                  | –                | –                |                  |
| 10 kwietnia 2015 | Las Vegas        | Stany Zjednoczone | The AXIS                             | 7,942 / 8,654    | 1,057,009        |                  |
| 11 kwietnia 2015 | Las Vegas        | Stany Zjednoczone | The AXIS                             | 7,942 / 8,654    | 1,057,009        |                  |
| 23 kwietnia 2015 | Austin           | Stany Zjednoczone | ACL Live at Moody Theater            | –                | –                |                  |
| 24 kwietnia 2015 | The Woodlands    | Stany Zjednoczone | Cynthia Woods Mitchell Pavilion      | –                | –                |                  |
| 26 kwietnia 2015 | Nowy Orlean      | Stany Zjednoczone | New Orleans Jazz & Heritage Festival | –                | –                |                  |
| 25 maja 2015     | Vancouver        | Kanada            | Queen Elizabeth Theatre              | –                | –                |                  |
| 26 maja 2015     | Vancouver        | Kanada            | Queen Elizabeth Theatre              | –                | –                |                  |
| 28 maja 2015     | Concord          | Stany Zjednoczone | Concord Pavilion                     | –                | –                |                  |
| 30 maja 2015     | Los Angeles      | Stany Zjednoczone | Hollywood Bowl                       | –                | –                |                  |
| 31 maja 2015     | Los Angeles      | Stany Zjednoczone | Hollywood Bowl                       | –                | –                |                  |
| Europa           |                  |                   |                                      |                  |                  |                  |
| 8 czerwca 2015   | Londyn           | Anglia            | Royal Albert Hall                    | –                | –                |                  |
| Ameryka Północna |                  |                   |                                      |                  |                  |                  |
| 13 czerwca 2015  | Paradise Island  | Bahamy            | Atlantis Paradise Island             | –                | –                |                  |
| 19 czerwca 2015  | Nowy Jork        | Stany Zjednoczone | Radio City Music Hall                | –                | –                |                  |
| 20 czerwca 2015  | Nowy Jork        | Stany Zjednoczone | Radio City Music Hall                | –                | –                |                  |
| 22 czerwca 2015  | Nowy Jork        | Stany Zjednoczone | Radio City Music Hall                | –                | –                |                  |
| 23 czerwca 2015  | Nowy Jork        | Stany Zjednoczone | Radio City Music Hall                | –                | –                |                  |
| 26 czerwca 2015  | Highland Park    | Stany Zjednoczone | Ravinia Park                         | –                | –                |                  |
| 27 czerwca 2015  | Highland Park    | Stany Zjednoczone | Ravinia Park                         | –                | –                |                  |
| 29 czerwca 2015  | Wallingford      | Stany Zjednoczone | Oakdale Theatre                      | –                | –                |                  |
| 30 czerwca 2015  | Lenox            | Stany Zjednoczone | Tanglewood                           | –                | –                |                  |
| Europa           |                  |                   |                                      |                  |                  |                  |
| 4 lipca 2015     | Monte Carlo      | Monako            | Salle Des Étoiles                    | –                | –                |                  |
| 6 lipca 2015     | Montreux         | Szwajcaria        | Montreux Jazz Festival               | –                | –                |                  |
| 8 lipca 2015     | Kopenhaga        | Dania             | Copenhagen Jazz Festival             | –                | –                |                  |
| 10 lipca 2015    | Rotterdam        | Holandia          | North Sea Jazz Festival              | –                | –                |                  |
| 12 lipca 2015    | Gandawa          | Belgia            | Gent Jazz Festival                   | –                | –                |                  |
| 15 lipca 2015    | Perugia          | Włochy            | Umbria Jazz Festival                 | –                | –                |                  |
| 17 lipca 2015    | Palafrugell      | Hiszpania         | Cap Roig Festival                    | –                | –                |                  |
| Ameryka Północna |                  |                   |                                      |                  |                  |                  |
| 24 lipca 2015    | Atlantic City    | Stany Zjednoczone | Borgata Event Center                 | –                | –                |                  |
| 25 lipca 2015    | Bethel           | Stany Zjednoczone | Bethel Woods Center for the Arts     | –                | –                |                  |
| 27 lipca 2015    | Rochester        | Stany Zjednoczone | Meadow Brook Music Festival          | –                | –                |                  |
| 29 lipca 2015    | Atlanta          | Stany Zjednoczone | Chastain Park Amphitheater           | –                | –                |                  |
| 31 lipca 2015    | Washington       | Stany Zjednoczone | Kennedy Center Concert Hall          | –                | –                |                  |
| 1 sierpnia 2015  | Washington       | Stany Zjednoczone | Kennedy Center Concert Hall          | –                | –                |                  |
| W sumie          | W sumie          | W sumie           | W sumie                              | 12,142 / 12,854  | $1,870,684       |                  |

Anulowane
| Data           | Miasto | Kraj            | Miejsce           | Powód                          |
| -------------- | ------ | --------------- | ----------------- | ------------------------------ |
| 9 czerwca 2015 | Londyn | Wielka Brytania | Royal Albert Hall | Zasłabnięcie Tony'ego Bennetta |